# Prenzlaufördragen
Prenzlaufördragen eller fredsfördragen i Prenzlau (tyska: Vertrag von Prenzlau, Frieden von Prenzlau, Vergleich von Prenzlau) hänvisar till flera fördrag som tecknades mellan markgrevskapet Brandenburg och hertigdömet Pommern under 1400-talet. Brandenburg och Pommern utkämpade ett antal krig mot varandra, där man bland annat stred om kontrollen över Pommern, och innehavet av Uckermark på 1400-talet. Den första freden i Prenzlau avslutade ett krig som utkämpades mellan 1445 och 1448, medan den andra freden i Prenzlau avslutade ett krig som utkämpades mellan 1466 och 1468. I äldre dokument kan Prenzlau stavas Prenzlow, vilket var den vanliga stavningen vid tiden för fördragen, och ortnamnet ändrades först under 1800-talet. Prenzlau ligger centralt i Uckermark.

## Det första fredsfördraget i Prenzlau (1448)
Efter en rad av stridigheter delade de brandenburgska kurfurstarna och de pommerska hertigarna upp landskapet Uckermark, vilket fastställdes i fredsfördraget i Prenzlau (1448). De södra delarna av Uckermark tillföll Brandenburg, medan de något nordligare delarna förblev under pommersk ägo. De norra delarna skulle dock tillfalla Brandenburg ifall huset Grip skulle utslockna. Fördraget förbereddes 1447 och skrevs under den 3 maj 1448.

## Det andra fredsfördraget i Prenzlau (1472, 1479)
Krig utbröt åter när hansestaden Stettin (numera Szczecin) vägrade svära den brandenburgske kurfursten Fredrik II trohet, vilket var avtalat i fördraget i Soldin 1466. Brandenburg svarade med att angripa det pommerska hertigdömet och avancerade djupt in i pommerskt territorium, vilket innan kriget inkluderade Uckermark. Större delen av stridigheterna upphörde när ett vapenstillestånd, undertecknat i Prenzlau 1468, trädde i kraft: Brandenburg fick behålla delarna av södra Uckermark som erhållits från Pommern under kriget. Vapenstilleståndet förlängdes 1469 i Petrikau.
Det andra fredsfördraget i Prenzlau undertecknades den 31 mellan Albrekt III av Brandenburg och pommerska hertigarna Erik II och Wartislaw X. Baserat på villkoren i fördraget överlämnade de pommerska hertigarna över hertigdömet Pommern till Albrekt III, med hela Uckermark som en integrerad del av Brandenburg och övriga delar av Pommern som en förläning under Brandenburg. Denna överenskommelsen bekräftades av den tysk-romerske kejsaren Fredrik III 1473. År 1479 bekräftades fördraget från 1472 genom det tredje fredsfördraget i Prenzlau.